# HOXC12
HOXC12 (англ. Homeobox C12) – білок, який кодується однойменним геном, розташованим у людей на короткому плечі 12-ї хромосоми. Довжина поліпептидного ланцюга білка становить 282 амінокислот, а молекулярна маса — 30 171.
| 10         |  | 20         |  | 30         |  | 40         |  | 50         |
| ---------- |  | ---------- |  | ---------- |  | ---------- |  | ---------- |
| MGEHNLLNPG |  | FVGPLVNIHT |  | GDTFYFPNFR |  | ASGAQLPGLP |  | SLSYPRRDNV |
| CSLSWPSAEP |  | CNGYPQPYLG |  | SPVSLNPPFG |  | RTCELARVED |  | GKGYYREPCA |
| EGGGGGLKRE |  | ERGRDPGAGP |  | GAALLPLEPS |  | GPPALGFKYD |  | YAAGGGGGDG |
| GGGAGPPHDP |  | PSCQSLESDS |  | SSSLLNEGNK |  | GAGAGDPGSL |  | VSPLNPGGGL |
| SASGAPWYPI |  | NSRSRKKRKP |  | YSKLQLAELE |  | GEFLVNEFIT |  | RQRRRELSDR |
| LNLSDQQVKI |  | WFQNRRMKKK |  | RLLLREQALS |  | FF         |  |            |

A: Аланін

C: Цистеїн

D: Аспарагінова кислота

E: Глутамінова кислота

F: Фенілаланін

G: Гліцин

H: Гістидин

I: Ізолейцин

K: Лізин

L: Лейцин

M: Метіонін

N: Аспарагін

P: Пролін

Q: Глутамін

R: Аргінін

S: Серин

T: Треонін

V: Валін

W: Триптофан

Кодований геном білок за функцією належить до білків розвитку. 
Задіяний у таких біологічних процесах, як транскрипція, регуляція транскрипції. 
Білок має сайт для зв'язування з ДНК. 
Локалізований у ядрі.